# Hattarvík
Hattarvík (in danese Hattervig) è un villaggio delle Isole Fær Øer. Ha una popolazione di 17 abitanti e fa parte della regione di Norðoyar sull'isola e nel comune di Fugloy.